# Argélia nos Jogos Olímpicos de Verão de 1968
A Argélia participou dos Jogos Olímpicos de Verão de 1968 em Cidade do México, México. Não ganhou medalhas.

## Desempenho

### Ginástica artística
Masculino
| Atleta        | Evento           | Qualificação | Qualificação | Final       | Final       |
| Atleta        | Evento           | Total        | Pos.         | Total       | Pos.        |
| ------------- | ---------------- | ------------ | ------------ | ----------- | ----------- |
| Larbi Lazhari | Individual geral |              |              | 97,35       | 105º        |
| Larbi Lazhari | Solo             | 17,30        | 83º          | Não avançou | Não avançou |
| Larbi Lazhari | Argolas          | 14,25        | 110º         | Não avançou | Não avançou |
| Larbi Lazhari | Barras paralelas | 16,75        | 102º         | Não avançou | Não avançou |
| Larbi Lazhari | Salto            | 17,45        | 99º          | Não avançou | Não avançou |
| Larbi Lazhari | Barra fixa       | 17,95        | 71º          | Não avançou | Não avançou |
| Larbi Lazhari | Cavalo com alças | 13,65        | 108º         | Não avançou | Não avançou |